# Plistospilota mabirica
Plistospilota mabirica es una especie de mantis de la familia Mantidae.

## Distribución geográfica
Se encuentra en el Congo y en Uganda.